# إريك جيرسيتي
إريك جيرسيتي (بالإنجليزية: Eric Garcetti)‏ هو بروفيسور وسياسي وضابط بحري وممثل أمريكي، ولد في 4 فبراير 1971 في الولايات المتحدة.

## أعمال

### أفلام
- (2012) نهاية المناوبة[6]

## وصلات خارجية
- إريك جيرسيتي على موقع IMDb (الإنجليزية)
- إريك جيرسيتي على موقع الموسوعة البريطانية (الإنجليزية)
- إريك جيرسيتي على موقع روتن توميتوز (الإنجليزية)
- إريك جيرسيتي على موقع ألو سيني (الفرنسية)
- إريك جيرسيتي على موقع إن إن دي بي (الإنجليزية)
- إريك جيرسيتي على موقع قاعدة بيانات الفيلم (الإنجليزية)
- إريك جيرسيتي على موقع كينوبويسك (الروسية)